# Paul de Octopus

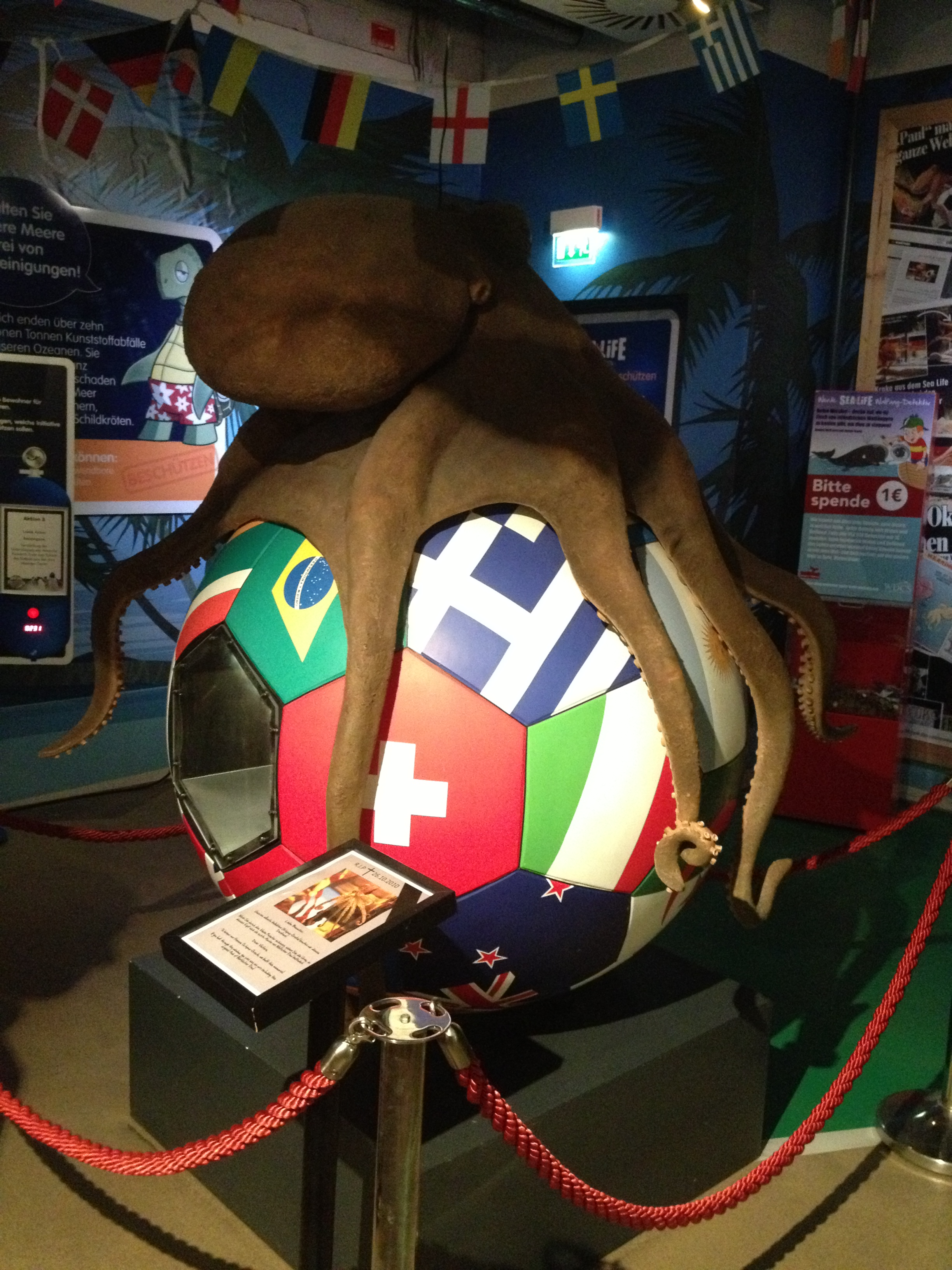
Gedenkteken van Paul

Paul de Octopus was een octopus in het Sea Life Centre te Oberhausen in Duitsland, die in de zomer van 2010 grote bekendheid verwierf in de internationale pers. Hij werd gehypet als "voorspeller" van voetbaluitslagen, voornamelijk van het Duitse voetbalelftal tijdens het Wereldkampioenschap Voetbal in Zuid-Afrika. Het dier werd in 2008 in de Atlantische Oceaan voor de Britse kust ter hoogte van Weymouth (Dorset) gevangen en leefde tot 26 oktober 2010.
Paul de Octopus leek de uitslag van alle zeven wedstrijden van het Duitse team en van de finale van Nederland tegen Spanje juist te voorspellen. Ook tijdens het Europees kampioenschap voetbal 2008 werd hij reeds gebruikt. Paul was overigens niet het enige dier dat werd gebruikt om "voorspellingen" te doen over de finale van het WK 2010.
Daags na de finale van het wereldkampioenschap 2010 maakte het Sealife Aquarium in Oberhausen bekend dat Paul de Octopus niet meer voor voorspellingen gebruikt zou worden. Toen was hij reeds vrij oud voor een octopus, namelijk tweeënhalf jaar. Hij was 50 centimeter lang.
Het dorp O Carballiño in de Noord-Spaanse regio Galicië, dat 14.000 inwoners telt, heeft Paul op 13 juli 2010 tot ereburger uitgeroepen. De onderscheiding, een doorzichtige urn met het wapen van Carballiño, werd persoonlijk door burgemeester Carlos Montes in Oberhausen aan Paul overhandigd. Carlos Montes had het Duitse Sea Life Centre 35.000 euro geboden om Paul over te nemen en als toeristenlokkertje in Carballiño te plaatsen. Maar Paul bleef gewoon in zijn eigen aquarium te Oberhausen, waar hij op 26 oktober 2010 dood werd aangetroffen door zijn verzorgers.
Begin 2011 werd bekendgemaakt dat er een gedenkplaats voor hem zou komen.

## Voorspellingen
In het aquarium van Paul werden voor de voorspellingen van de interlanduitslagen tegelijkertijd twee gesloten bakken neergelaten. Op iedere bak was een vlag aangebracht van een team en in beide bakken zat voedsel in de vorm van een mossel of oester. De bak die door Paul als eerste werd geopend en waarvan hij het voedsel opat, werd gezien als het winnende team.
Voor de in totaal 13 wedstrijden van de nationale Duitse voetbalploeg gedurende het Euro 2008 en het WK 2010 deed Paul de volgende voorspellingen.
| Tegenstanders | Toernooi  | Pauls voorspelling | Resultaat | Juistheid van de uitslag |
| ------------- | --------- | ------------------ | --------- | ------------------------ |
| Polen         | Euro 2008 | Duitsland          | 2:0       | Ja                       |
| Kroatië       | Euro 2008 | Duitsland          | 1:2       | Nee                      |
| Oostenrijk    | Euro 2008 | Duitsland          | 1:0       | Ja                       |
| Portugal      | Euro 2008 | Duitsland          | 3:2       | Ja                       |
| Turkije       | Euro 2008 | Duitsland          | 3:2       | Ja                       |
| Spanje        | Euro 2008 | Duitsland          | 0:1       | Nee                      |
| Australië     | WK 2010   | Duitsland          | 4:0       | Ja                       |
| Servië        | WK 2010   | Servië             | 0:1       | Ja                       |
| Ghana         | WK 2010   | Duitsland          | 1:0       | Ja                       |
| Engeland      | WK 2010   | Duitsland          | 4:1       | Ja                       |
| Argentinië    | WK 2010   | Duitsland          | 4:0       | Ja                       |
| Spanje        | WK 2010   | Spanje             | 0:1       | Ja                       |
| Uruguay       | WK 2010   | Duitsland          | 3:2       | Ja                       |

Voor de WK-finale 2010 deed Paul voor de eerste keer een voorspelling voor een wedstrijd waar het Duitse voetbalteam niet aan deelnam.
De voorspelling voor de WK-finale:
| Interland          | Toernooi | Pauls voorspelling | Resultaat | Juistheid van de uitslag |
| ------------------ | -------- | ------------------ | --------- | ------------------------ |
| Nederland – Spanje | WK 2010  | Spanje             | 0:1       | Ja                       |

## Statistiek
Uitgaande van de veronderstelling dat de voorspellingen van Paul de Octopus niet beter waren dan het opgooien van een munt is de kans van 12 of meer succesvolle voorspellingen uit 14 pogingen gelijk aan ~0,55%, zoals aangegeven door de binomiale verdeling, en de waarschijnlijkheid van 8 succesvolle voorspellingen uit 8 pogingen gelijk aan ~0,39%.

## Bedreiging
Tijdens het WK 2010 heeft Paul na de uitschakeling van Duitsland in de halve finale een extra beveiliger bij zijn aquarium gekregen. Veel Duitsers reageerden hun woede af op de octopus. Ook ontving het Duitse Sea Life Centre dreigmails en -brieven. Menig Duitser nam het Paul kwalijk dat hij van tevoren correct had voorspeld dat Spanje het Duitse elftal zou verslaan. Op de website van de Duitse krant Bild stonden bovendien meerdere 'heerlijke octopusrecepten'. Het Sea Life in Scheveningen had om die reden aangegeven graag onderdak aan te bieden aan Paul. De dierenbeschermers van PETA, People for the Ethical Treatment of Animals pleitten echter voor het loslaten van de achtarm.
Volgens de voormalige Iraanse president Mahmoud Ahmadinejad was Paul de Octopus een symbool van alles wat er mis is met de Westerse wereld. Hij beweert dat het dier een symbool is van de decadentie en het verval van de vijanden van Iran.

## Voetnoten
1. ↑  http://www.nu.nl/buitenland/2364338/octopus-paul-dood.html
2. ↑  http://www.nu.nl/buitenland/2424759/octopus-paul-krijgt-gedenkplek.html
3. ↑  Volgens Website Sealife Oberhausen, 12 juni 2008[dode link]
4. ↑  Website Sealife Oberhausen, 19 juni 2008[dode link]
5. ↑  Website Sealife Oberhausen, 25 juni 2008[dode link]
6. ↑  Website Sealife Oberhausen, 29 juni 2008[dode link]
7. ↑  http://www.wolframalpha.com/input/?i=probability+of+12+successes+in+14+trials
8. ↑  http://www.wolframalpha.com/input/?i=probability+of+8+successes+in+8+trials
9. ↑  (en) Mahmoud Ahmadinejad valt Paul de Octopus aan